# Верхньов'язовська сільська рада
Ве́рхньов'я́зовська сільська рада (рос. Верхневязовский сельский совет) — сільське поселення у складі Бузулуцького району Оренбурзької області Росії.
Адміністративний центр — село Верхня В'язовка.

## Населення
Населення — 922 особи (2019; 1047 в 2010, 1148 у 2002).

## Склад
До складу сільської ради входять:
| Населений пункт       | Населення, осіб (2002) | Населення, осіб (2010) |
| --------------------- | ---------------------- | ---------------------- |
| Верхня В'язовка, село | 726                    | 735                    |
| Єлшанка Друга, село   | 210                    | 118                    |
| Нижня В'язовка, село  | 212                    | 194                    |